# Departure for Australia of the Duke and Duchess of Cornwall and York
Departure for Australia of the Duke and Duchess of Cornwall and York è un cortometraggio muto del 1901. Il nome del regista non viene riportato nei credit del film ma vi appare quello del produttore Cecil M. Hepworth come direttore della fotografia.

## Produzione
Il film fu prodotto dalla Hepworth.

## Distribuzione
Distribuito dalla Hepworth, il documentario - un cortometraggio della lunghezza di trenta metri - presumibilmente uscì nelle sale cinematografiche britanniche nel 1901.
Non si hanno altre notizie del film che si ritiene perduto, forse distrutto nel 1924 quando il produttore Cecil M. Hepworth, ormai fallito, cercò di recuperare l'argento del nitrato fondendo le pellicole.